# 小燕有約 (TVBS)
《小燕有約》是台灣TVBS頻道的談話性節目，資深藝人張小燕（小燕姐）主持，2017年3月6日23:00首播，2018年3月13日停播。

## 節目主持人
- 張小燕、Q將（柴犬）

## 節目型態
如同前作節目SS小燕之夜，節目一開始，主持人張小燕會說明今日主題。敘述完畢後，主持人念出來賓的名子，點到的人從設計的門口出現，開始訪談。每集各有一主題，主持人以聊天帶出問題，讓來賓在聊天中回應。節目以談論主題來了解本次來賓，像是明星背後的辛酸歷程、努力與辛苦，或如何實現難以達成的目標。本節目屬於談話性娛樂節目，由阿咪老師帶領樂隊於棚內現場演唱，節目中不時會出現音效、配樂，希望以新型的方式呈現給大家。

## 節目大綱列表

### 2017年

#### 三至六月
| 集數 | 播放日期 | 主題                                                    | 嘉賓 | 備註 |
| 1    | 3月6日   | 家人般的師徒奇緣                                        | LuLu、黃子佼 |      |
| 2    | 3月7日   | 幸福婚姻的不二法門                                      | 曾國城、黃嘉千、竇智孔、關詩敏                                                                                           |      |
| 3    | 3月8日   | 親愛的！ 嫁給你我願意                                   | 林若亞、林可彤、大久保麻梨子                                                                                             |      |
| 4    | 3月9日   | 選我選我！ 小學堂神童長大了！                           | 小西瓜、大力、威力、葉子、容容、丁丁                                                                                     |      |
| 5    | 3月10日  | 聚焦紅毯！ 看出最新時尚流行指標                         | 陳孫華、路嘉怡、個人意見                                                                                                 |      |
| 6    | 3月13日  | 我的兄弟是個超級暖男！                                  | 修杰楷、黃鴻升、謝坤達                                                                                                   |      |
| 7    | 3月14日  | 人生最難的一堂課？                                      | 金士傑、卜學亮 |      |
| 8    | 3月15日  | 當我們省在一起                                          | 阿翔、謝忻 |      |
| 9    | 3月16日  | 千面女郎 方芳芳進軍舞台劇！                             | 方芳芳、謝念祖、都拉斯、童玉諼                                                                                           |      |
| 10   | 3月17日  | 家的滋味就是又酸又甜                                    | 賀一航、柯淑勤、六月、張翰、張書豪、方志友、黃遠、林予晞、丁強、李璇、許肇任、杜政哲                                     |      |
| 11   | 3月20日  | 是誰讓浪子告別荒唐？ 一切從「愛」開始                   | 小馬、小米 |      |
| 12   | 3月21日  | 雙胞胎的人生 也是複製貼上？                             | BY2、依依&佩佩 |      |
| 13   | 3月22日  | 療傷歌后辛曉琪 也有說不出的傷                           | 辛曉琪 |      |
| 14   | 3月23日  | 孩子！ 你長大後想做什麼？ 孩子的困惑 家長的煩惱         | 吳俊輝、佩甄、岑永康 |      |
| 15   | 3月24日  | 天生愛搞笑！ 從小就看得出來？                           | 陳大天、大寶、大根、阿量、無尊                                                                                           |      |
| 16   | 3月27日  | 蔡康永的真情時刻                                        | 蔡康永 |      |
| 17   | 3月28日  | 直擊大明星的秘密！                                      | 柯佳嬿、許瑋甯、莊凱勛、程偉豪                                                                                           |      |
| 18   | 3月29日  | 女神與歌王的親密關係                                    | 林熙蕾、蕭敬騰 |      |
| 19   | 3月30日  | "做自己"真的有這麼簡單？                                | 曲家瑞、蔣萬安、王文華                                                                                                   |      |
| 20   | 3月31日  | 讓施易男最渴望的"家"                                    | 施易男、林子熙、陳婉婷                                                                                                   |      |
| 21   | 4月3日   | 少女們從在地演到國際                                    | 郭書瑤、李千娜、鄭茵聲                                                                                                   |      |
| 22   | 4月4日   | 少了你該怎麼辦？                                        | 曾志偉、曾寶儀 |      |
| 23   | 4月5日   | 好久不見了同學！                                        | 劉亮佐、唐從聖、鍾欣凌                                                                                                   |      |
| 24   | 4月6日   | 辛龍＆阿Ken 今晚來"開講"                                | 辛龍、阿Ken |      |
| 25   | 4月7日   | 當我們說"再見"的那一天                                  | 田麗、阿嬌、黃越綏 |      |
| 26   | 4月10日  | 戀愛也是需要創意的                                      | 王偉忠、謝念祖、高慧君、凱爾、黃志瑋                                                                                     |      |
| 27   | 4月11日  | 桌球場上的童話愛情故事                                  | 江宏傑、福原愛 |      |
| 28   | 4月12日  | 桌球王子與公主的婚後生活                                | 江宏傑、福原愛 |      |
| 29   | 4月13日  | 真人實境組團的日子 都是來真的？                         | 陳子鴻&蜜蜂少女隊（劉雨昕、關凱元、許和琪、 張希雅、羅姝涵、孔雪兒、張悠然）、大目&泰坦TITAN（比利、奧斯丁、正義、漢之） |      |
| 30   | 4月14日  | 結婚好？還是不結婚好？                                  | 賴佩霞、劉軒、吳怡霈、邱永林                                                                                             |      |
| 31   | 4月17日  | 最佳友誼團體                                            | A-Lin、小宇、信 |      |
| 32   | 4月18日  | 補教名師媽咪與她的電競兒子                              | 徐薇、江大成 |      |
| 33   | 4月19日  | 他們的愛情從"不順眼"開始                                | 張瀚、林利霏 |      |
| 34   | 4月20日  | 五花八門 寶物大蒐查                                     | 寶媽、Julie、廖文良、秦嗣林                                                                                              |      |
| 35   | 4月21日  | 原來時裝周 有這些小祕密？                               | Melody、花花、小乖 |      |
| 36   | 4月24日  | 王小棣如何磨出大明星？                                  | 王小棣、黃河、莫允雯、楊傑宇、吳岳擎                                                                                     |      |
| 37   | 4月25日  | 媽媽界救星 也有解決不了的問題？                         | 劉真、鍾欣凌、陳保仁、黃瑽寧、王宏哲                                                                                     |      |
| 38   | 4月26日  | 假戲真做？ 演員演出真感情的時刻！                       | 周湯豪、孟耿如、楊銘威、黃薇渟、張捷                                                                                     |      |
| 39   | 4月27日  | 你被情緒勒索了嗎？                                      | Melody、曲家瑞、苦苓、周慕姿                                                                                             |      |
| 40   | 4月28日  | 不放棄！我就是要當歌手！                                | 潘裕文、張智成、小球、舒米恩                                                                                             |      |
| 41   | 5月1日   | 女人生命中最重要的兩個男人                              | 楊千霈、Jay、楊爸爸 |      |
| 42   | 5月2日   | 超級美魔女！ 一路美到底                                 | 藍心湄、陳莎莉 |      |
| 43   | 5月3日   | 我與我的紅娘好友 找另一伴朋友很重要！                   | 趙小僑、張本渝 |      |
| 44   | 5月4日   | 怎麼做到？ 家裡有個學霸兒子！                           | 邰智源、邰靖 |      |
| 45   | 5月5日   | 很重要！ 如何說錯話又不得罪人？                         | 辰亦儒、曲家瑞、聶雲、苦苓                                                                                               |      |
| 46   | 5月8日   | 充滿幸福能量的一家人                                    | 小嫻、何守正、何媽媽 |      |
| 47   | 5月9日   | 勇敢走出舒適圈 啟動你的第二人生！                       | 郭彥甫、葉蔻、謝哲青 |      |
| 48   | 5月10日  | 我家寶貝長大了 還聽媽媽的話嗎？                         | 季芹&耶耶、余皓然&韓靖                                                                                                   |      |
| 49   | 5月11日  | 台劇的進擊 走入國際！ 通靈本尊現身！                    | 索非亞、陳和榆 |      |
| 50   | 5月12日  | 美麗媽咪張瓊姿 和她的漂亮女兒們                         | 張瓊姿、Joanne、Susan |      |
| 51   | 5月15日  | 真的嗎？ 輕鬆打造瘦子體質！                             | 林可彤、林又立、劉欣瑜、邱正宏                                                                                           |      |
| 52   | 5月16日  | 自己當老闆 有這麼簡單？ "創業"秘訣不藏私大公開          | 納豆、阿松、小優、崴爺                                                                                                   |      |
| 53   | 5月17日  | 當家裡有個瘋狂丈母娘？                                  | 王月、李思源、妹子、Jonathan                                                                                             |      |
| 54   | 5月18日  | 婚姻中比外遇還可怕的是…？？                             | 郭昱晴、倪雅倫、黃越綏、曾陽晴                                                                                           |      |
| 55   | 5月19日  | 成為大收藏家的秘訣                                      | 姚謙、九孔 |      |
| 56   | 5月22日  | 真愛零距離 老少配！正流行！                             | 沈世朋、李新、邱永林、曾陽晴                                                                                             |      |
| 57   | 5月23日  | 十八般演技 樣樣精通 謝祖武真的什麼都能演？              | 謝祖武、黃尚禾、郭昱晴、杜詩梅                                                                                           |      |
| 58   | 5月24日  | 現代媽媽這樣坐月子！ 真的可以嗎？                       | 依依、陳子玄、陳盈琴、陳保仁                                                                                             |      |
| 59   | 5月25日  | 勇敢揮別 30年的荒唐人生                                 | Junior、小馬、陳為民 |      |
| 60   | 5月26日  | 武俠影后的七十年 鄭佩佩                                 | 鄭佩佩 |      |
| 61   | 5月29日  | 為了牠 我甚麼都願意！ 毛小孩真的超享受！                | 阿喜、劉真、廖曉萍 |      |
| 62   | 5月30日  | 寵小孩！這個爸爸無極限！                                | NONO、康康 |      |
| 63   | 5月31日  | 別再為小事抓狂 壞情緒 滾開！                            | 李㼈、孫淑媚、劉曉憶、鮪魚、黃露瑤、許皓宜                                                                               |      |
| 64   | 6月1日   | 親愛的 別在為錢吵架了                                   | 侯昌明、佩甄、賴芳玉、股市憲哥                                                                                           |      |
| 65   | 6月2日   | 八點檔女主角 涂善妮 戲外人生比"花系列"還精采！          | 涂善妮、林煒 |      |
| 61   | 6月5日   | 這樣的戀愛不行嗎？ 從大腦看出戀愛問題                   | 海芬、貝童彤、Wendy |      |
| 62   | 6月6日   | 跨越五個年代的樂團校長 譚詠麟                           | 譚詠麟 |      |
| 63   | 6月7日   | 孩子五花八門的疑問？ 爸媽們 接招！                      | 徐小可、張珮珊、王宏哲                                                                                                   |      |
| 64   | 6月8日   | 為了愛 上山下海我願意                                   | 竇智孔、幃幃 |      |
| 65   | 6月9日   | 高齡學生 畢業啦！！                                     | 趙永馨、陳凱倫、秦嗣林                                                                                                   |      |
| 66   | 6月12日  | 我們這一家 拍戲拍出好感情                               | 盧廣仲、龍劭華、瞿友寧、海芬                                                                                             |      |
| 67   | 6月13日  | 跑跑跑 也能跑出好交情                                   | 林義傑、范逸臣 |      |
| 68   | 6月14日  | 男女真心話 今晚老實說！ 你的另一伴常口是心非嗎？        | 蔡燦得、張勛傑、楊聰財                                                                                                   |      |
| 69   | 6月15日  | 保險 你不能不知道這些事！ 壽險 車險 房屋險 怎麼買才對？ | Paul、股市憲哥、劉鳳和                                                                                                   |      |
| 70   | 6月16日  | 三胎寶貝！ 媽咪今天好累！ 生多煩惱也跟著多！            | 黃瑽寧、黃小柔、萁萁、王婉霏                                                                                             |      |
| 71   | 6月19日  | 女人懂得投資自己 讓你賺更多！？                         | 吳淡如、Julie、盧燕俐 |      |
| 72   | 6月20日  | 上一次當！ 學一次經驗！                                 | 林國基、甄莉、秦嗣林 |      |
| 73   | 6月21日  | 正能量女神 林心如的幸福生活                             | 林心如 |      |
| 74   | 6月22日  | 旅遊小心別採雷！ 景點重要？ 還是旅伴要慎選？            | 謝忻、小甜甜、比利 |      |
| 75   | 6月23日  | 想太多還是第六感？ 太懷疑也是一種病！                   | 唐從聖、邱永林、Julie、張旭嵐                                                                                            |      |
| 76   | 6月26日  | 男人永遠戒不掉的"幼稚"！                                | 許孟哲、阿達、廖人帥 |      |
| 77   | 6月27日  | 孩子不在爸媽身邊的日子 是擔心多？ 還是寂寞多？          | 林葉亭&Bruce、Julie&Nana                                                                                                 |      |
| 78   | 6月28日  | 我的熟男時代 男人30V.S40想的不一樣！？                  | 張兆志、姚元浩 |      |
| 79   | 6月29日  | 美麗的真相！ 醫美整型 沒告訴你的事！                    | 吳怡霈、李進良、王祚軒、Mei                                                                                              |      |
| 80   | 6月30日  | 舞台人生開麥啦！ 曹啟泰就要活的精彩                     | 曹啟泰、蔡燦得 |      |

#### 七至九月
| 集數 | 播放日期 | 主題                                                   | 嘉賓                                                                                                 | 備註 |
| 81   | 7月3日   | 吃苦當吃補 正能量女孩沒在怕                            | 巴鈺、嚴正嵐、舒子晨、張文綺                                                                         |      |
| 82   | 7月4日   | 身為藝人的另一半 是件容易的事嗎？                      | Stacey、翁馨儀、Grace                                                                                |      |
| 83   | 7月5日   | 星二代出頭天 明星爸媽是阻力還是助力？！                | 林隆璇、林亭翰、蕭瑤、王宇婕                                                                         |      |
| 84   | 7月6日   | 從日本女孩變成台灣媳婦！                               | 愛紗、周洺甫                                                                                         |      |
| 85   | 7月7日   | 我們這一家 感情越吵越好！！                            | 郎祖筠&郎祖明、劉容嘉&李洛洋                                                                         |      |
| 86   | 7月10日  | 原來 真的可以"輕鬆瘦"？！                              | 小甜甜、曾雅蘭、筋肉媽媽、宋晏仁                                                                     |      |
| 87   | 7月11日  | 戲裡鬥不停 戲外好感情！ 比家人還緊密得的夥伴關係       | 謝承均、王宇婕、林筳諭                                                                               |      |
| 88   | 7月12日  | 我愛我的老婆大人                                       | 辛龍、蔣偉文、岑永康                                                                                 |      |
| 89   | 7月13日  | 暖爸的條件 家庭、工作 他全都顧！                       | 宥勝、王仁甫                                                                                         |      |
| 90   | 7月14日  | 化危機為轉機 抗癌成功全紀錄                            | 寇紹恩、寇張琪玫、寇乃寧、寇乃迪                                                                     |      |
| 91   | 7月17日  | 家庭 工作都要顧 超級媽咪好難為！                       | 佩佩、紀佩伶、黃越綏、賴芳玉                                                                         |      |
| 92   | 7月18日  | 掰掰 我的少女時代 有了孩子之後真的回不去了             | 劉真、王以路、瑞莎                                                                                   |      |
| 93   | 7月19日  | 台劇旋風又一波 你也跟著他們"轉大人"了嗎？              | 嚴正嵐、江宜蓉、海芬、劉冠廷                                                                         |      |
| 94   | 7月20日  | 一把剪刀如何逆轉人生                                   | 吳依霖、黃小柔、陳思璇                                                                               |      |
| 95   | 7月21日  | 虎爸虎媽 規矩多 教小孩 這招真的有用嗎？                | 曲家瑞、李傑聖、王宏哲                                                                               |      |
| 96   | 7月24日  | 校園風雲人物不好當？！                                 | 左左右右、兆炫、張仲宇、江天霖                                                                       |      |
| 97   | 7月25日  | 他們的青春是部驚悚片？！                               | 九把刀、劉奕兒、蔡凡熙、鄧育凱                                                                       |      |
| 98   | 7月26日  | 男女閨蜜！ 感情好到不像話！                            | 王子、曾之喬                                                                                         |      |
| 99   | 7月27日  | 家裡有個鬼靈精 什麼都不一樣了！                        | NONO、朱海君、NO妹                                                                                   |      |
| 100  | 7月28日  | 大齡女子 依舊美麗 一個人也能活得開心                   | 周丹薇、馬世莉                                                                                       |      |
| 101  | 7月31日  | 人人心中都有一首小情歌                                 | 曾沛慈、李宣榕、朱俐靜、慢慢說樂團                                                                   |      |
| 102  | 8月1日   | 年紀輕輕就當媽 真的就有比較好嗎？                      | 翁馨儀、朱芯儀、張菊芳、王宏哲                                                                       |      |
| 103  | 8月2日   | 音樂教父 走了33年的回家路！                            | 羅大佑                                                                                               |      |
| 104  | 8月3日   | 高顏值一家！ 我家有個大明星！                          | 胡宇威&張毅敏、小蠻&瀚寶                                                                             |      |
| 105  | 8月4日   | 那些辛苦的日子 記憶忘不了的滋味                        | 李至正、鍾承翰、孫可芳、江常輝、林意箴                                                               |      |
| 106  | 8月7日   | 熱爆表！ 冷氣快救救我？ 但小心！ "冷氣病"上身！        | Stacey、Vicky、陳峙嘉、林青穀                                                                        |      |
| 107  | 8月8日   | 老公帶小孩 老婆真的看不下去                            | Ivy、朱芯儀、Mei                                                                                     |      |
| 108  | 8月9日   | "前女友"威力驚人！ 為何讓男人念念不忘？ 女人聽了害怕？ | 小鐘、馬國賢、大牙、安格斯                                                                           |      |
| 109  | 8月10日  | 歐陽家姊妹合體！ 姊妹間才能聊的貼心話！                | 歐陽妮妮、歐陽娜娜、歐陽娣娣                                                                         |      |
| 110  | 8月11日  | 小編好忙！ 小編到底多萬能？                            | 史丹利、大飛、陳思傑、笑編、閃編、L編、C編                                                           |      |
| 111  | 8月14日  | 那些離鄉背井的日子…                                    | 艾成、張文綺、溫瀚龍、米可白                                                                         |      |
| 112  | 8月15日  | 舞動新人生 從門外漢舞進小巨蛋！                        | 廖家儀&林文藝、阿布&林雅醇、安歆雲&吳京橋                                                            |      |
| 113  | 8月16日  | 讓明星毛骨悚然的一瞬間！                               | 楊丞琳、黃河、高慧君                                                                                 |      |
| 114  | 8月17日  | 花美男變身時尚帥爸 賀軍翔18歲的夢想達成！              | 賀軍翔、張勛傑、呂白                                                                                 |      |
| 115  | 8月18日  | 娛樂新聞 開麥啦！！                                    | 郭靜、陸明君、小嫻                                                                                   |      |
| 116  | 8月21日  | 魔術把他們的人生變得不一樣                             | 林坤毅、張正龍、張慶州&張道順、粘立人&粘仕&粘仕楷                                                    |      |
| 117  | 8月22日  | 明星帥爸 女兒控 她說什麼都可以！                       | 潘若迪、宋逸民                                                                                       |      |
| 118  | 8月23日  | 那些結婚之後 才真正明白的事                            | 劉雨柔、張克帆、女王                                                                                 |      |
| 119  | 8月24日  | 歐巴出外景 比年輕人更拼？！                            | 邰智源、卜學亮                                                                                       |      |
| 120  | 8月25日  | 大時代那些來不及說出口的感情                           | 顧寶明、郎祖筠、陳樂融                                                                               |      |
| 121  | 8月28日  | 團結力量大！ 結伴勇闖演藝圈                            | noovy（Mark、JK、Hank、Shawn）、IVI（Kimi、芳芸、琦琦、紫薇）、天氣女孩（NueNue、Ria、Hi Jon、Yumi） |      |
| 122  | 8月29日  | 親子出遊孩子開心 媽咪們好頭痛！！                      | 林嘉綺、徐曉晰、比利                                                                                 |      |
| 123  | 8月30日  | 生命中不可缺少的那個"他"？                             | 林美秀、陳竹昇、張靜之、吳定謙                                                                       |      |
| 124  | 8月31日  | 潘家父子的Freestyle                                    | 潘瑋柏、潘志偉                                                                                       |      |
| 125  | 9月1日   | 冰與火的組合 也能成為好友？                            | 坣娜、郭蘅祈                                                                                         |      |
| 126  | 9月4日   | 歌王不可思議的好交情！ 他們居然是朋友！                | 羅時豐、羅少宏、卓文萱                                                                               |      |
| 127  | 9月5日   | 她們是媽媽也是爸爸！                                   | 陸元琪、倪雅倫、張旭鎧                                                                               |      |
| 128  | 9月6日   | 信用卡也隱藏了 你不知道的祕密？                        | 寶媽、溫士凱、葉小綺、周湘台                                                                         |      |
| 129  | 9月7日   | 他們的家庭真可愛                                       | Lulu&Mary&Lulu爸&Lulu媽、曾莞婷&曾媽媽                                                               |      |
| 130  | 9月8日   | 台劇風暴又一波！ 演員 就是不能停止挑戰！               | 黃健瑋、孟耿如、李國毅、劉品言、隆宸翰                                                               |      |
| 131  | 9月11日  | 藝人真實版夜市人生                                     | 湯志偉&Juby、楊中化、吳懷中&小龜                                                                     |      |
| 132  | 9月12日  | 棒棒堂底迪轉大人！                                     | 威廉、阿緯、小煜                                                                                     |      |
| 133  | 9月13日  | 金牌英雄背後的故事！                                   | 郭婞淳、洪萬庭、王子維、李維仁、藍于洺                                                               |      |
| 134  | 9月14日  | 中年追夢勇敢衝 誰敢比他瘋！                            | 黃國倫、寇乃馨                                                                                       |      |
| 135  | 9月15日  | 寫出他們的第二人生                                     | 張曼娟、侯文詠                                                                                       |      |
| 136  | 9月18日  | 夫妻遠距離 到底會不會有問題？                          | 楊雅筑、高伊玲、錦雯、Wendy                                                                          |      |
| 137  | 9月19日  | 燃燒吧！ 男人的收藏魂                                  | 王中平、高山峰、Stanley、Tim                                                                         |      |
| 138  | 9月20日  | 夫妻旅行 是幸福增溫？ 還是災難來臨？                   | GiGi、史丹利、佩甄、王祚軒                                                                           |      |
| 139  | 9月21日  | 好姐妹專屬的真心話！                                   | 曾之喬、郭書瑤                                                                                       |      |
| 140  | 9月22日  | 舞台上NG狀況百出 演員行不行？                          | 黃毓棠、黃嘉千、亮哲、杜詩梅、阿喜                                                                   |      |
| 141  | 9月25日  | 天生歌姬 台下真面目大公開！                            | A-Lin、李雅微、小蘭                                                                                  |      |
| 142  | 9月26日  | 當我的戀情被父母反對？                                 | 苦苓、穆熙妍、曾雅蘭                                                                                 |      |
| 143  | 9月27日  | 他們不只是朋友？ 還是真的只是好朋友？                  | 王少偉、謝忻、周曉涵、梁正群、Wendy                                                                  |      |
| 144  | 9月28日  | 恭喜！ 今晚得獎的是.....                               | 楊貴媚、孫可芳、禾語辰、哈孝遠                                                                       |      |
| 145  | 9月29日  | 熱血老師搬上大銀幕！                                   | 是元介、夏于喬、小應、紀欣伶、蘇品                                                                   |      |

#### 十至十二月
| 集數 | 播放日期 | 主題                                            | 嘉賓                                                     | 備註 |
| 146  | 10月2日  | 孩子的青春真偉大 讓爸媽一個頭兩個大             | 董至成、楊羽霓、貝克宇、王宏哲                           |      |
| 147  | 10月3日  | 忙忙忙！ 超級媽咪就是忙不完！                   | 柯以柔、速玲、張宇                                       |      |
| 148  | 10月4日  | 分手後一個人怎麼過？！                          | 李佳豫、亦帆、御姊愛、邱永林                             |      |
| 149  | 10月5日  | 演藝圈 真的能找到好朋友！                       | 劉品言、安以軒、戴愛玲                                   |      |
| 150  | 10月6日  | 旅遊最怕遇上這些事                              | 王以路、五熊、歐陽妮妮、宋柏緯                           |      |
| 151  | 10月9日  | 工作與家庭得兼顧！ 現代父母一點也不好當！       | 黃韻玲、陶傳正、譚艾珍、羅美玲                           |      |
| 152  | 10月10日 | 來吧！ 帶著爸媽去旅行！                         | 曲家瑞、楊千霈、Yvonne                                   |      |
| 153  | 10月11日 | 熟年離婚潮來襲 親愛的 我們離婚吧！              | 許常德、徐曉晰、張菊芳                                   |      |
| 154  | 10月12日 | 你到底會不會開車啊？ 馬路三寶退散！             | 沈佳穎、張文綺、高山峰、郭鑫                             |      |
| 155  | 10月13日 | 我們就是愛音樂！                                | 黃大煒、POLO、ECHO、民雄                                 |      |
| 156  | 10月16日 | 天啊！我怎麼越來越像我媽？                      | 何妤玟、張棋惠、萁萁、禹安                               |      |
| 157  | 10月17日 | 我們也要變“網紅”？ 藝人的直播都在播什麼？？     | 侯昌明、徐小可、小CALL、王宏哲                           |      |
| 158  | 10月18日 | 27年他只做一件事！                              | 牛爾、柳燕、Tim、Hero                                    |      |
| 159  | 10月19日 | 當我的孩子生病了…                               | 楊月娥、俞嫻                                             |      |
| 160  | 10月20日 | 不婚到說"我願意"                                | 江美琪、紀文惠、況明潔                                   |      |
| 161  | 10月23日 | 有錢真的是「教」出來的？                        | 秦嗣林、季芹、邱正弘                                     |      |
| 162  | 10月24日 | 靠手機就能拍出美照！秘技大公開                  | 黃天仁、楊子儀、顧又銘、茵茵、小優                       |      |
| 163  | 10月25日 | 走進E神的瘋狂世界                               | 陳奕迅                                                   |      |
| 164  | 10月26日 | 原來真的有可能 黃國倫開萬人演唱會 夢想成真！    | 寇媽媽、寇乃馨、黃國倫                                   |      |
| 165  | 10月27日 | 穿越回到1980的經典年代！                        | 林隆璇、潘越雲                                           |      |
| 166  | 10月30日 | 外景主持外行變內行！                            | 夢多、顏永烈、哈孝遠、楊子儀                             |      |
| 167  | 10月31日 | 婚姻沒什麼大道理 讓感情增溫的小學問！           | 高怡平、黃國倫                                           |      |
| 168  | 11月1日  | 不點不亮！ 男人的收藏魂part2                    | 李岳、許建國、李志希、股市憲哥                           |      |
| 169  | 11月2日  | 夫妻越吵 感情真的越好？？                       | 何嘉文、Mei、吳懷中、林萃芬                              |      |
| 170  | 11月3日  | 日本導演如何拍出台灣味！？                      | 北村豐晴、黃鴻升、李千娜、許萌希                         |      |
| 171  | 11月6日  | 療癒系小物 擁有它瞬間得到好心情！               | 余皓然、瑤瑤、黃靖倫、Wendy                              |      |
| 172  | 11月7日  | 翻滾15年的夢想 從男孩翻成男人！                 | 林育賢、李智凱、黃克強                                   |      |
| 173  | 11月8日  | 當我們的婚姻出現了第三者？？                    | 黃越綏、賴芳玉、許皓宜                                   |      |
| 174  | 11月9日  | 在豬哥亮身邊的那些年…                           | 謝順福、謝金晶、王彩樺                                   |      |
| 175  | 11月10日 | 當打擊樂遇上歌仔戲！他們的好交情怎麼來？        | 朱宗慶、孫翠鳳                                           |      |
| 176  | 11月13日 | 一個月23K的日子 他們怎麼活？？                  | 巴鈺、湘瑩、瑪莉亞、黃少谷                               |      |
| 177  | 11月14日 | 有話直說的綜藝大哥                              | 徐乃麟                                                   |      |
| 178  | 11月15日 | 你是顧人怨還是好人緣？ 人際關係的黃金法則！     | 郭子乾、唐從聖                                           |      |
| 179  | 11月16日 | 孫燕姿也有瘋狂的時候！                          | 孫燕姿                                                   |      |
| 180  | 11月17日 | "開封有個包青天"的日子                          | 金超群、范鴻軒、藍文青                                   |      |
| 181  | 11月20日 | 遇上這樣的情人 請小心！ 愛上他 真不知誰的錯？   | 楊麗菁、小CALL、茵茵、聶凡格、蘇絢慧                     |      |
| 182  | 11月21日 | 一張唱片有多難發？ 當歌手的日子苦哈哈！         | 宇宙人（小玉、阿奎、方Q）、 閻奕格、許書豪、邱鋒澤、偉晉 |      |
| 183  | 11月22日 | 女人30 VS 40 想的真的不一樣？                   | 子育、海芬、周宜霈、Apple                                |      |
| 184  | 11月23日 | 變變變！ 他們真的跟以前不一樣了？！             | 愷樂、陳漢典、敖犬、鼓鼓                                 |      |
| 185  | 11月24日 | 誰是下一位電影界黑馬？                          | 瑞瑪席丹、柯宇綸、黃遠、陳竹昇、麥若愚                   |      |
| 186  | 11月27日 | 每一趟旅行 都有自己獨一無二的故事               | 寶媽、謝哲青、苦苓                                       |      |
| 187  | 11月28日 | 想成為好媳婦一定要知道的事！                    | Julie、羅美玲、佩佩、黃越綏                              |      |
| 188  | 11月29日 | 有理想的男人                                    | 李荣浩、MATZKA                                           |      |
| 189  | 11月30日 | 從心動到相愛的張艾嘉                            | 張艾嘉、田壯壯、吳彥姝、郎月婷、黃韻玲                   |      |
| 190  | 12月1日  | 她如何把三個兒子送入史丹福？                    | 陳美齡                                                   |      |
| 191  | 12月4日  | 女生好閨蜜V.S男生好兄弟 男女友情真的大不同？    | 鬼鬼、阿緯、小薰、阿達、陳大天                           |      |
| 192  | 12月5日  | 你家的廚房也有隱藏危機嗎？？                    | 王以路、曾雅蘭、高山峰、Stanley、譚敦慈                  |      |
| 193  | 12月6日  | 苦情歌后與喜劇天后的好交情！                    | 蔡秋鳳、苗可麗                                           |      |
| 194  | 12月7日  | 藝能界超高顏質兄弟姊妹                          | 邱勝翊、邱宇辰、歐陽妮妮、歐陽娜娜                       |      |
| 195  | 12月8日  | 就是要一起唱！ 一同熱血的組團人                 | 四分衛、旺福、BOXING                                     |      |
| 196  | 12月11日 | 好室友讓你像住天堂 壞室友讓你日子很難熬！       | 曹雅雯、張文綺、大根、阿虎                               |      |
| 197  | 12月12日 | 情歌製造機！帶你回到經典歌曲的年代！            | 張信哲、黃品源                                           |      |
| 198  | 12月13日 | 掰掰 奇葩臉 現在的哈林"猴"幸福                  | 庾澄慶                                                   |      |
| 199  | 12月14日 | 我的人生就要越活越漂亮？                        | 許允樂、小嫻、御姊愛                                     |      |
| 200  | 12月15日 | 瘋狂的舞台劇 開始！                             | 王偉忠、陳思璇、溫昇豪                                   |      |
| 201  | 12月18日 | 臉皮越厚越能成功 真的嗎？？                     | 潘若迪、Paul、黃鐙輝、阿諾                               |      |
| 202  | 12月19日 | 時間怎麼過的這麼快！ 他們變老了還是越活越年輕？ | 孫協志、李佳豫、劉容嘉、廖允杰                           |      |
| 203  | 12月20日 | 還記得小時候！我的志願不是當明星                | 蔣偉文、黃健瑋、莊凱勛、隆宸翰                           |      |
| 204  | 12月21日 | 為愛而強的超級媽咪                              | 侯佩岑                                                   |      |
| 205  | 12月22日 | 我家的孩子愛運動 全家一起gogogo                 | 李李仁、倪重華、陳信安                                   |      |
| 206  | 12月25日 | 過節應該開開心心！ 為何我的節日像場災難？       | Vicky、陳為民、辛龍、阿喜                                |      |
| 207  | 12月26日 | 嘿 我的好朋友 有句話 我放在心裡很久了…          | 小鐘、張克帆、邵雨薇、李杏                               |      |
| 208  | 12月27日 | 當我身邊有個女神好友！                          | 舒子晨、大根、楊雅筑、曾少宗                             |      |
| 209  | 12月28日 | 偷走張惠妹故事的那些人！                        | 張惠妹                                                   |      |
| 210  | 12月29日 | 歲末交換禮物大作戰                              | 謝忻、張文綺、Eason、瑪莉亞、阿松                        |      |

### 2018年

#### 一至三月
| 集數 | 播放日期 | 主題                                               | 嘉賓                                                                            | 備註                 |
| 211  | 1月1日   | 我家女兒是明星 任爸 歐陽龍 當星爸真難為！          | 任爸、歐陽龍                                                                    |                      |
| 212  | 1月2日   | 新婚必經之路！ 婚禮的考驗                          | 小小瑜、茵芙、余秉諺、Stacey                                                    |                      |
| 213  | 1月3日   | 爸媽好怕！ 小孩的小問題會變成大問題嗎？            | 鍾欣凌、張心妍、蔣偉文、黃瑽寧、張旭鎧                                          |                      |
| 214  | 1月4日   | 好久不見的美聲男子團體 Tension 合體啦！            | TENSION（洪天祥-Jimmy、李涵之-Andy、方冠中-Brian、胡恩瑞-Raymond、白仁漢-John） |                      |
| 215  | 1月5日   | 台語天后嫂嫂VS動感小叔                             | 龍千玉、曹西平                                                                  |                      |
| 216  | 1月8日   | 男人的浪漫！ 他們都愛上了"它"！                    | 陳為民、柯有倫、黃鐙輝、阿弟                                                    |                      |
| 217  | 1月9日   | 一邊是媽媽 一邊是老婆！ 當男人遇到婆媳問題？？     | NONO、阿布、Terry、邱永林                                                       |                      |
| 218  | 1月10日  | 在婚姻中失戀... 比戀愛中失戀更可怕！               | 鄧惠文、御姊愛、李怡貞                                                          |                      |
| 219  | 1月11日  | 你還記得他們嗎？？ 他們當年也是新世代男孩團體      | 黃鴻升、Junior、綠茶                                                            |                      |
| 220  | 1月12日  | 民歌之母與廣播之子的真情on air                     | 陶曉清、馬世芳                                                                  |                      |
| 221  | 1月15日  | 老闆說的都是對的嗎？ 藝人與老闆的真心話！          | 方大同、王詩安、小刀、孫協志                                                    |                      |
| 222  | 1月16日  | 台灣女婿看台灣 越看越有趣！                        | 段旭明、吳鳳、金旼哉、吳子龍                                                    |                      |
| 223  | 1月17日  | 愛情零距離 老少配 行不行？                         | 康康、阿沁、花花                                                                |                      |
| 224  | 1月18日  | 與你同行！ 走過演藝圈28年的最佳拍檔                | 澎恰恰、許效舜                                                                  |                      |
| 225  | 1月19日  | 唱了30年的好聲音                                   | 趙傳、黃韻玲                                                                    |                      |
| 226  | 1月22日  | 有奧客出沒！店員們請小心！                         | 陸元琪、惟毅、都拉斯、謝毅宏、盧尚恩、紐士晨、郭柏傑                            |                      |
| 227  | 1月23日  | 當另一半也是工作夥伴？ 是夢想成真？ 還是一場惡夢？ | 侯昌明、曾雅蘭、佩佩、小魚                                                      |                      |
| 228  | 1月24日  | 孩子教新手媽媽的第一課...                          | 楊千霈、林可彤、許淑幃                                                          |                      |
| 229  | 1月25日  | 幸福媽咪 瘋好孕！                                  | 賈靜雯、Janet                                                                   |                      |
| 230  | 1月26日  | 大齡女子不能少的好朋友                             | 田麗、傅薇                                                                      |                      |
| 231  | 1月29日  | 遇到性騷擾 該怎麼辦？                              | 余皓然、胡孝誠、楊聰財、賴芳玉                                                  |                      |
| 232  | 1月30日  | 別不小心當了豬隊友！ 旅行不NG玩得更開心！          | Vicky、佩甄、宥勝、Ann、秀秀                                                    |                      |
| 233  | 1月31日  | 打折、讓利、破盤價！ 2018房市走向！ 到底能不能買？ | 郭彥均、Paul、Sway、徐佳馨                                                      |                      |
| 234  | 2月1日   | 來自同鄉的天后 婚後媽媽生活好瘋狂                  | 彭佳慧、Ella                                                                    |                      |
| 235  | 2月2日   | 人生下半場 活的更精彩！                            | 任爸、都拉斯、劉尚謙                                                            |                      |
| 236  | 2月5日   | 最夯台劇躍上大銀幕！                               | 瞿友寧、蔡振南、王彩樺、海芬                                                    |                      |
| 237  | 2月6日   | 送禮學問大 送錯禮！ 讓你一個頭兩個大！！           | 夏和熙、Julie、Paul、于長君                                                       |                      |
| 238  | 2月7日   | 媽媽 請放輕鬆！ 緊張媽媽會教出什麼樣的小孩？       | 陸元琪、柯以柔、朱海君、王宏哲                                                  |                      |
| 239  | 2月8日   | 在旅行中遇見不同的自己                             | 謝哲青、何篤霖                                                                  |                      |
| 240  | 2月9日   | DNA沒出錯！ 我就是有表演基因！                     | 曾治豪、葛子楊、高雋雅、焦曼婷                                                  |                      |
| 241  | 2月12日  | 隔行如隔山！ 各行各業行話術語大解密！              | 鄒兆龍、黃騰浩、 古斌、曾珮瑜、胡孝誠                                           |                      |
| 242  | 2月13日  | 新年到！ "過年"也是他們最怕的時刻…                 | 雷洪、連靜雯、林雨宣、唐豐                                                      |                      |
| 243  | 2月14日  | 我的另一半是我的偶像！                             | 黃國倫、寇乃馨、岑永康、張珮珊                                                  |                      |
| －   | 2月15日  | 《春節暫停播出一次》                               | 《春節暫停播出一次》                                                            | 《春節暫停播出一次》 |
| －   | 2月16日  | 《春節暫停播出一次》                               | 《春節暫停播出一次》                                                            | 《春節暫停播出一次》 |
| －   | 2月19日  | 《春節暫停播出一次》                               | 《春節暫停播出一次》                                                            | 《春節暫停播出一次》 |
| －   | 2月20日  | 《春節暫停播出一次》                               | 《春節暫停播出一次》                                                            | 《春節暫停播出一次》 |
| 244  | 2月21日  | 環遊世界不是夢！ 用他們的方式 真的做到了！         | GiGi、謎卡、張修維、陳美筑、王雪美                                                |                      |
| 245  | 2月22日  | 當大師遇見大師                                     | 周華健、張大春、謝念祖、吳興國                                                  |                      |
| 246  | 2月23日  | 演員的真心話 導演老實說？                          | 何潤東、楊晴、哈孝遠、張庭瑚、吳念軒                                            |                      |
| 247  | 2月26日  | 小心你的人際關係！ 一句話讓你變成黑名單！          | 楊奇煜、小甜甜、無尊、吳心緹、邱鋒澤                                            |                      |
| 248  | 2月27日  | 我的另一半是醫生？ 醫師娘真的很好當嗎？？          | 佩甄、Wendy、陳保仁、Flora                                                      |                      |
| 249  | 2月28日  | 你的金錢觀行不行？！ 打破迷思 讓你成為有錢人！     | 吳怡霈、亮哲、杜詩梅、海芬、周湘台                                              |                      |
| 250  | 3月1日   | 何潤東藏了10年的愛情 終於領到愛情證書              | 何潤東、Peggy                                                                   |                      |
| 251  | 3月2日   | 三個女人的美麗人生！                               | 齊豫、潘越雲                                                                    |                      |
| 252  | 3月5日   | 學音樂的孩子 真的不會變壞嗎？                      | 龔鈺祺、江天霖、曲家瑞                                                          |                      |
| 253  | 3月6日   | 當年是少女團體 轉眼間成為孩子的媽！                | 蜜雪&薇琪、王以路、禹安                                                         |                      |
| 254  | 3月7日   | 小孩爭寵！ 怎麼樣都擺不平 爸媽真的好傷腦筋！       | 顏永烈、何妤玟、張旭嵐、張旭鎧                                                  |                      |
| 255  | 3月8日   | 當媽媽還是不能鬆懈 一樣保持好身材                  | 李詠嫻、倪雅倫、王瀅                                                            |                      |
| 256  | 3月9日   | 該怎麼跟孩子說： 我"又"要結婚了？？                | 苦苓、麥克、阿嬌、倪雅倫                                                        |                      |
| 257  | 3月12日  | 當我的好兄弟結婚了！！ 單身的瘋狂日子回不去了      | 張勛傑、郭彥均、高山峰、陳為民                                                  |                      |
| 258  | 3月13日  | "婚姻"真的可以改變一個人嗎？                       | 路嘉怡、史丹利、GiGi                                                            |                      |

### 備註
1. ↑  本列表所顯示的主題是按照節目播出時畫面上顯示的主題名稱來編寫，以後均同。

## 製作團隊
- 編審：邵正祥
- 製作人：陳稟淇
- 執行企劃：王伊儒、邱明宏、黃鈺維、郝曄雯
- 執行製作：楊欣琳、胡惠筑
- 視覺設計：詹志鴻、吳進偉、蔡燦恩、唐子琁
- 空間設計：黃健豪、洪如芬
- 服裝：林玉珩、深刻工作室
- 妝髮：張哲嘉、許嘉凌
- 佈景裝置：黃章漢、朱文華、吳欽發、周清禮、連友銘、戴天生
- 現場音效：劉敏宏
- 音效：魏維成、李武錚、方筱茜、劉勇志、丁正翰、劉亦航
- 字幕：池依梵、陳韻如
- 剪接：曹均、林慧齡、鄭耀煌、李凱庭
- 後製：陳虹如
- 視訊：許書璋、黃永標、陳維郁、高英哲
- 燈光：趙桓慶、吳泰煜、蔣建國、王笙
- 成音：張啟娜、汪孝忠、陳秋田
- 攝影：許正文、王聰杰、陳政勳、黃文昌、沈志龍、柴茂亨
- 助理導播：葉美妤、陳柏康、陳心蕙
- 導播：鄭尹碩、馮家珍、王兆民
- 製作著作公司：聯利媒體股份有限公司

## 外部連結
- 小燕有約－TVBS
- 小燕有約的Facebook專頁
- YouTube上的小燕有約頻道

| 臺灣 TVBS 每週一至週五 23:00 - 24:00 | 臺灣 TVBS 每週一至週五 23:00 - 24:00     | 臺灣 TVBS 每週一至週五 23:00 - 24:00 |
| ------------------------------------ | ---------------------------------------- | ------------------------------------ |
|                                      | 小燕有約 （2017年3月6日－2018年3月13日） |                                      |
| Focus全球新聞（重播）                | TVBS國民大會 （2018年4月2日－）          |                                      |